# NGC 1655
NGC 1655 je jedan do danas nepotvrđeni objekt u zviježđu Biku. Sva promatranja poslije nisu na tom položaju uočila nikoji objekt.

## Vanjske poveznice
- SEDS: NGC 1655